# 匍枝狗舌草
匍枝狗舌草（学名：Tephroseris stolonifera）是菊科狗舌草属的植物，是中国的特有植物。分布在中国大陆的四川、云南等地，生长于海拔1,450米至2,750米的地区，见于溪边潮湿处，目前尚未由人工引种栽培。

## 异名
- Senecio stolonifer Cufod.